# Швальм, Эрика
Эрика Швальм (нем. Erika Schwalm; 22 июля 1941 — 17 декабря 2005) — немецкий хайдзин.

## Биография
Основательница Франкфуртского кружка хайку (1988), одна из руководителей Германского общества хайку. Швальм была одним из главных пропагандистов хайку в германоязычном мире и на международной сцене, одним из организаторов первой Европейской конференции по хайку (Бад-Наухайм, 2005).
В собственном творчестве Швальм активно экспериментировала с соединением хайку и икебаны (с 1976 г. под её руководством работала школа икебаны согецу во Франкфурте, в 1980 г. Швальм выступила соучредителем Германского общества икебаны).

## Сочинения
- Перелётные птицы (нем. Zugvögel, 1988)
- Осенний ветер и косметика (нем. Herbstwind und Schminke, 1998)